# Juanma Muniagurria
Juan Manuel Muniagurria Pini (Buenos Aires, Argentina; 27 de mayo de 1982), más conocido como Juanma Muniagurria, es un actor, director y escritor argentino de cine, teatro y televisión . 
Ha trabajado en producciones norteamericanas, españolas y argentinas. 
Es conocido principalmente por su papel en la película española de TVE, en coproducción con TV3, Carta a Eva donde interpreta a Juan Duarte, hermano de la mítica Eva Perón, bajo la dirección de Agustí Villaronga y junto a Carmen Maura, Julieta Cardinali, Malena Alterio y Ana Torrent .
Es también reconocido por su papel de villano en la serie internacional O11CE de Disney con producción de Pol-ka Producciones, donde interpreta al villano español Federico García.
Cabe mencionar sus participaciones en las series Violetta (Disney+), Monzón (de Disney con producción de Pampa Films, emitida por canal Space y actualmente en la plataforma Netflix) y la actualmente estrenada biopic Maradona, sueño bendito de Amazon Prime Video.

## Trayectoria

### Televisión
| Año  | Proyecto                          | Rol               | Productora                  | Episodios |
| ---- | --------------------------------- | ----------------- | --------------------------- | --------- |
| 2013 | Contacto Extraterrestre           | Guille Olmos      | The History Channel         | 9         |
| 2014 | Contacto Extraterrestre           | Guille Olmos      | The History Channel         | 1         |
| 2014 | Panamá: El país que unió el mundo | Coronel Huertas   | The History Channel         | 1         |
| 2014 | Arrepentidos                      | Paco Jiménez      | National Geographic Channel | 1         |
| 2014 | Violetta                          | Darío             | Disney+                     | 2         |
| 2014 | Noche & Día                       | Carlos Toscini    | Pol-Ka                      | 2         |
| 2015 | Noche & Día                       | Carlos Toscini    | Pol-Ka                      | 15        |
| 2015 | Relaciones exteriores             | Diego Constantini | ProxTV                      | 1         |
| 2019 | Monzón                            | Gustavo Press     | Netflix                     | 1         |
| 2019 | O11ce                             | Federico García   | Disney+                     | 25        |
| 2021 | Maradona: Sueño bendito           | Josep Pedrerol    | Amazon Prime Video          | 1         |

### Cine
| Año  | Título                           | Rol                    | Dirección            |
| ---- | -------------------------------- | ---------------------- | -------------------- |
| 2012 | Carta a Eva                      | Juancito Duarte        | Agustí Villaronga    |
| 2015 | El Desafío                       | Dante Foc              | Juan Manuel Rampoldi |
| 2015 | Colonia                          | Militante desaparecido | Florian Gallenberger |
| 2017 | Yo soy asi, Tita de Buenos Aires | Alfonso Bacán          | Teresa Costantini    |

### Teatro
| Año  | Obra                                  | Autor               | Rol                               | Dirección                          | Notas |
| ---- | ------------------------------------- | ------------------- | --------------------------------- | ---------------------------------- | --- |
| 1996 | Marcha                                | Alberto Adellach    | Militante                         | Jorge Brambati                     | Ganadora del festival de teatro “FesTeSa” de Santa Cruz, Argentina                                                      |
| 1999 | Tito Andrónico                        | William Shakespeare | Tito Andrónico                    | María Inés Falconi                 | |
| 2001 | Sucede lo que pasa                    | Griselda Gambaro    | Tito                              | Esteban Student                    | |
| 2002 | Carpe Diem                            | Elenco              | Clown                             | Ricardo Miguelez                   | |
| 2003 | El señor Laforgue                     | Tato Pavlovsky      | Juan Carlos Open / Jorge Laforgue | Ricardo Miguelez                   | |
| 2006 | Romeo y Julieta                       | William Shakespeare | Romeo                             | Mario Moscoso                      | |
| 2007 | Tres sombreros de copa                | Miguel Mihura       | Dionisio                          | Mario Passero                      | |
| 2008 | De amor y otras tormentas             | Nacho de Diego      | Bert                              | Nacho de Diego                     | Seleccionada para el festival de teatro “Visible” de Madrid.                                                            |
| 2010 | Després de la pluja                   | Sergi Belbel        | Programador informático           | Inma Sancho                        | Seleccionada para el festival de teatro “Alicante a Escena”                                                             |
| 2012 | La oferta de la semana                | Elenco              | Presentador                       | Elvira Onetto                      | |
| 2013 | Homicidio a la carta                  | Lisandro Caligaris  | Cerdito perezoso                  | Lisandro Caligaris                 | |
| 2015 | El Capitán Beto en el planeta Rakután | Mirela Payret       | Capitán Beto                      | Mirela Payret y Juanma Muniagurria | |
| 2016 | La gente como yo                      | Hugo Feautrey       | Julián Espinosa                   | Loïc Lombard                       | Seleccionada para participar de "La noche de la filosofía" en el CCK                                                    |
| 2018 | Improvisación Mosquito                | Improvisación       | Improvisador                      | Mosquito Sancineto                 | |
| 2019 | Ricardo III                           | William Shakespeare | Duque de Gloucester / Ricardo III | Mercedes Fraile                    | |
| 2019 | Abrigo                                | Mónica Alonso       | Antonio                           | María de Cousandier                | |
| 2021 | El Jardín del Soldado                 | Elio Palencia       | Soldado                           | Mirela Payret                      | Ganadora del “Concurso de actividades performáticas en entornos virtuales” del Instituto Nacional del Teatro, Argentina |